# 松藤貴秋
松藤 貴秋（まつふじ たかあき、1979年4月18日 - ）は、神奈川県・伊勢原市出身の元バスケットボール選手である。ポジションはガード。176センチ、体重72キロ。弟は松藤光生。
現在は母校である中京大学スポーツ科学部教授、体育会バスケットボール部ヘッドコーチを務める。高校時代の2年先輩に三遠ネオフェニックスHCの大野篤史がいる。

## 来歴
愛工大名電高校から中京大学を経て埼玉ブロンコスに入団。
2005年 埼玉ブロンコスのbjリーグ参戦を機に日本リーグの豊田通商に移籍
2002-03、2003-04　日本リーグ優勝・連覇
2007-08シーズンをもって引退
2008年 中京大学ヘッドコーチ就任。
2010年 インカレ出場
2014年 東海リーグ優勝（24年ぶり）、西日本大会準優勝、天皇杯出場
2017年 全日本大学選手権大会 ベスト8
2019年 バスケットボールU22日本代表 アシスタントコーチ
2021年 バスケットボールU22日本代表 チームリーダー
2022年 全日本大学新人選手権大会 3位、全日本大学選手権大会 ベスト8
2023年 日本学生選抜 ヘッドコーチ。
就任当時、東海リーグで下位に低迷していたチームをわずか数年で地方随一の強豪チームに引き上げた。スモールライナップでディフェンシブに戦うスタイルを築いた。東海学生選抜ヘッドコーチ、U22男子日本代表チームリーダー・アシスタントコーチ、22-23シーズンの途中からB3リーグ湘南ユナイテッドBCアソシエイトコーチとしてチームを指揮するなど、様々なカテゴリーで指導実績を持つ。

## 経歴
- 愛工大名電高校 - 中京大学 - 埼玉ブロンコス（2002年〜2005年） - 豊田通商ファイティングイーグルス（2005年〜2008年）
- 順天堂大学大学院
- 中京大学体育会バスケットボール部ヘッドコーチ（2008年〜）
- 東海学生選抜ヘッドコーチ（2014〜2017年）
- Bリーグ解説者（2016年〜）
- バスケットボール日本代表U22アシスタントコーチ（2019年〜）
- 三遠ネオフェニックス ユースチームアドバイザー（2022年〜2023年）
- 湘南ユナイテッドBC アソシエイトコーチ（2022年〜）
- 日本学生選抜 ヘッドコーチ（2023年〜）
- ファイティングイーグルス名古屋 アソシエイトコーチ（2023年〜2024年）[1]

- 金沢武士団 ヘッドコーチ（2024年〜 )[2]

## 受賞歴
- 東海リーグアシスト王、敢闘賞
- 西日本学生選手権大会アシスト王、敢闘賞
- 東海学生選抜選手
- 東西対抗オールスター西日本代表